# Ransäters landskommun
Ransäters landskommun var en tidigare kommun i Värmlands län.

## Administrativ historik
Kommunen inrättades i Ransäters socken i Kils härad i Värmland när 1862 års kommunalförordningar trädde i kraft den 1 januari 1863. i Kommunen inrättades 9 maj 1941 Munkfors municipalsamhälle
Kommunen med municipalsamhället ombildades 1949 till Munkfors köping som 1971 ombildades till Munkfors kommun.

## Kommunvapnet
Blasonering: I fält av silver en uppstigande blå munk och däröver en av vågskura bildad blå ginstam, belagd med två lindar och mellan dem ett grekiskt kors, som i vardera vinkeln är åtföljt av ett lod, allt av silver.
Vapnet fastställdes av Kungl. Maj:t den 8 juni 1945 och fördes senare av köpingen.

## Politik

### Mandatfördelning i Ransäters landskommun 1938-1946
| 22 | 3 |  | 3 |  |

| 29 |

| 24 |  | 3 | 2 |

| 27 |

| 4 | 20 |  | 3 | 2 |

| 28 |